# Andreas Zeyer
Andreas Zeyer (Neresheim, 9 giugno 1968) è un ex calciatore tedesco, di ruolo centrocampista.

## Biografia
È il gemello di Michael Zeyer, a sua volta calciatore.

## Palmarès

### Club

#### Competizioni nazionali
- Campionato tedesco di seconda divisione: 2

Friburgo: 1992-1993, 2002-2003